# Kryštof Václav z Nostic
Kryštof Václav z Nostic-Rokytnice (německy Christoph Wenzel von Nostitz-Rokitnitz, 14. září 1648, Rokytnice v Orlických horách – 2. února 1712, zámek Luboraz) byl český šlechtic z rodu Nosticů, slavný sběratel a mecenáš, fundátor kapucínského kláštera ve Svídnici. Působil jako hejtman různých slezských knížectví.

## Původ a mládí

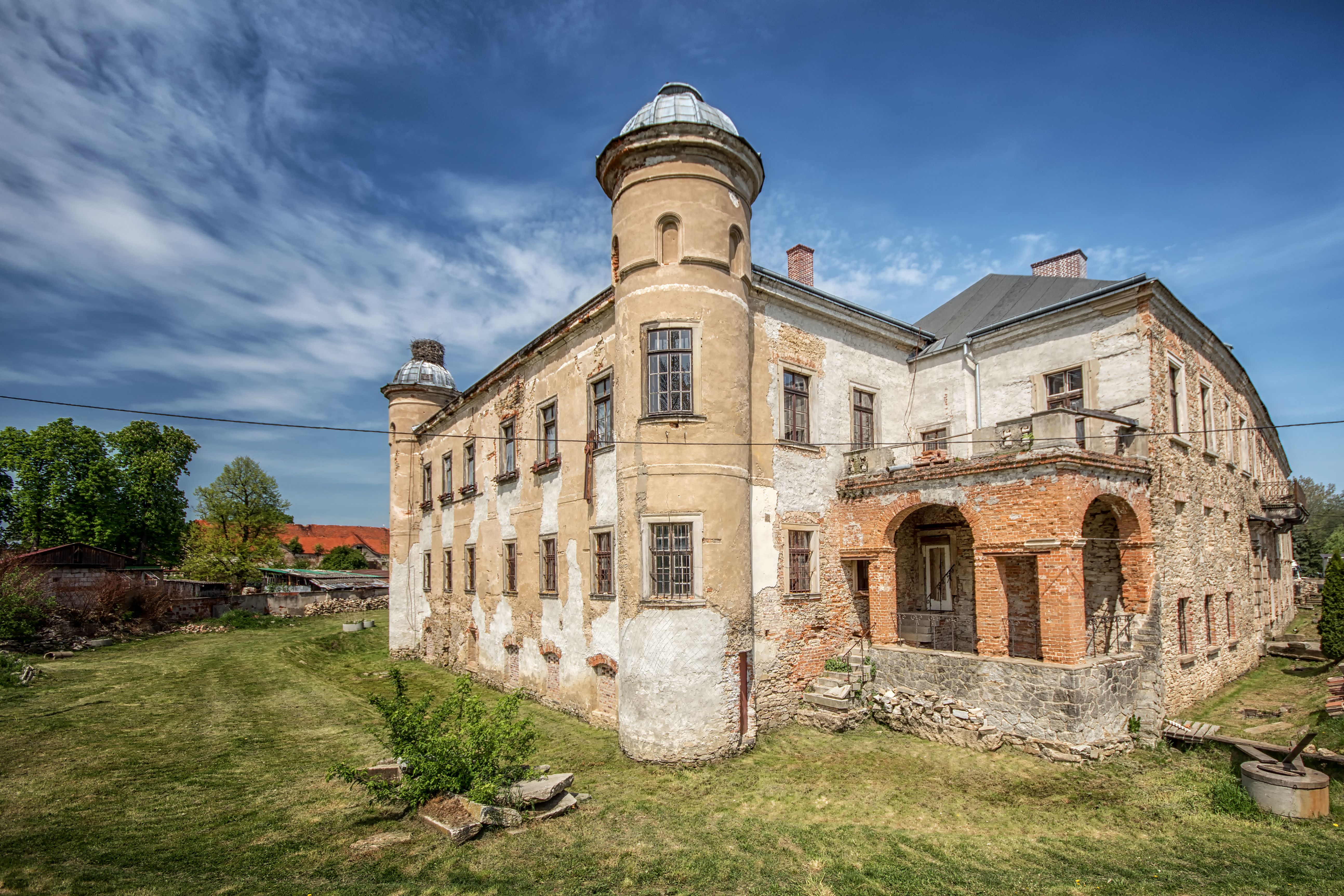
Zámek Luboraz

Kryštof Václav, křtěný jako Kryštof Václav Ignác Bernard, pocházel ze seifersdorfské linie čošské větve (Tschochau) Nosticů. Byl jedním ze třech synů konvertity a panovnické dynastii věrného Oty mladšího barona z Nostic (1608–1664), zakladatele starší linie rodu Nosticů zvané Nostic-Rokytnice a Barbory Kateřiny Wachtelové z Pantenova (†1681). Měl dva bratry, starší se jmenoval Ota Ferdinand († po 1663) a mladší Jan Ignác (1654–1672). 

Ve svých deseti letech byl poslán na dvouleté studium k jezuitům do Prahy (březen 1659 – červenec 1660), pak pobýval několik let na studiích ve Vratislavi. V roce 1665 dokončil svá studia disputací. V letech 1667–1670 absolvoval kavalírskou cestu do Francie a Itálie. V roce 1670 se mladý baron vrátil domů ze studií v cizině a krátce poté převzal celý otcův majetek (neboť oba bratři, starší i mladší, předčasně zesnuli).

### Kariéra
Být jediným dědicem svého otce Oty pro něj znamenalo významný závazek, protože jako jediný pokračovatel rodu se měl uplatnit hlavně ve slezských správních a soudních úřadech. Bylo proto více než samozřejmé, že se po studiích a kavalírské cestě stal zemským starším Svídnického a Javorského knížectví a přísedícím vrchního soudu tamtéž, protože právě v těchto knížectvích se nacházela většina rodového majetku. Teprve poté (někdy v letech 1672–1673) byl jmenován také komorníkem císaře Leopolda I. a otevřela se mu tak cesta ke dvoru ve Vídni. Právě v této době získal spolu se svým strýcem v léno říšské hrabství Rhieneck v Dolních Frankách (1673), a získal tak právo zasedat na říšském a krajském sněmu na frankské lavici. Krátce poté, 27. června 1675 byl povýšen do hraběcího stavu v zemích Koruny české. 
V jeho případě však nenásledoval žádný rychlý postup ve dvorských hodnostech, neboť jej panovník směřoval do zemské správy ve Slezsku. Byl jmenován radou Vrchního úřadu ve Vratislavi (1673–1677) a následně zaujal jako první katolík funkci hejtmana v Lehnickém knížectví (1677–1685). V důležitých slezských úřadech pak strávil většinu svého života, protože se postupně stal ještě hejtmanem v Hlohovském knížectví (1686–1697) a nakonec i v knížectví Svídnickém a Javorském (1697–1703). 
Ambice Kryštofa Václava ovšem byly vyšší. Díky svým kontaktům se stal znalcem poměrů v severovýchodní Evropě, zejména situace v Braniborsku-Prusku a Polsko-litevském soustátí. Císař jej jako loajálního a schopného katolíka pověřil vedením misí do Braniborska (1686) a Polska-Litvy (1693). Právě jeho druhá cesta podpořila Nosticův další titulární postup, protože několik týdnů před odjezdem, 27. listopadu 1692, byl povýšen do říšského hraběcího stavu. 
Během svého působení ve slezských správních úřadech projevoval Nostic při mnohých příležitostech svou loajalitu a připravenost sloužit panovníkovi i na úrovni vysoké dvorské politiky. Teprve na samém sklonku života mu jeho celoživotní služby panovnickému domu přinesly postup i ve dvorské hierarchii, o který tolik usiloval. To se však událo až za vlády Josefa I., kdy obdržel titul skutečného tajného rady (1705/1710) a panovník jej nakrátko povolal do tajné rady (1710–1711). 
Císař Josef I. však již v dubnu 1711 zemřel a Kryštof Václav jej následoval na věčnost za necelý rok v únoru 1712.

### Rodina

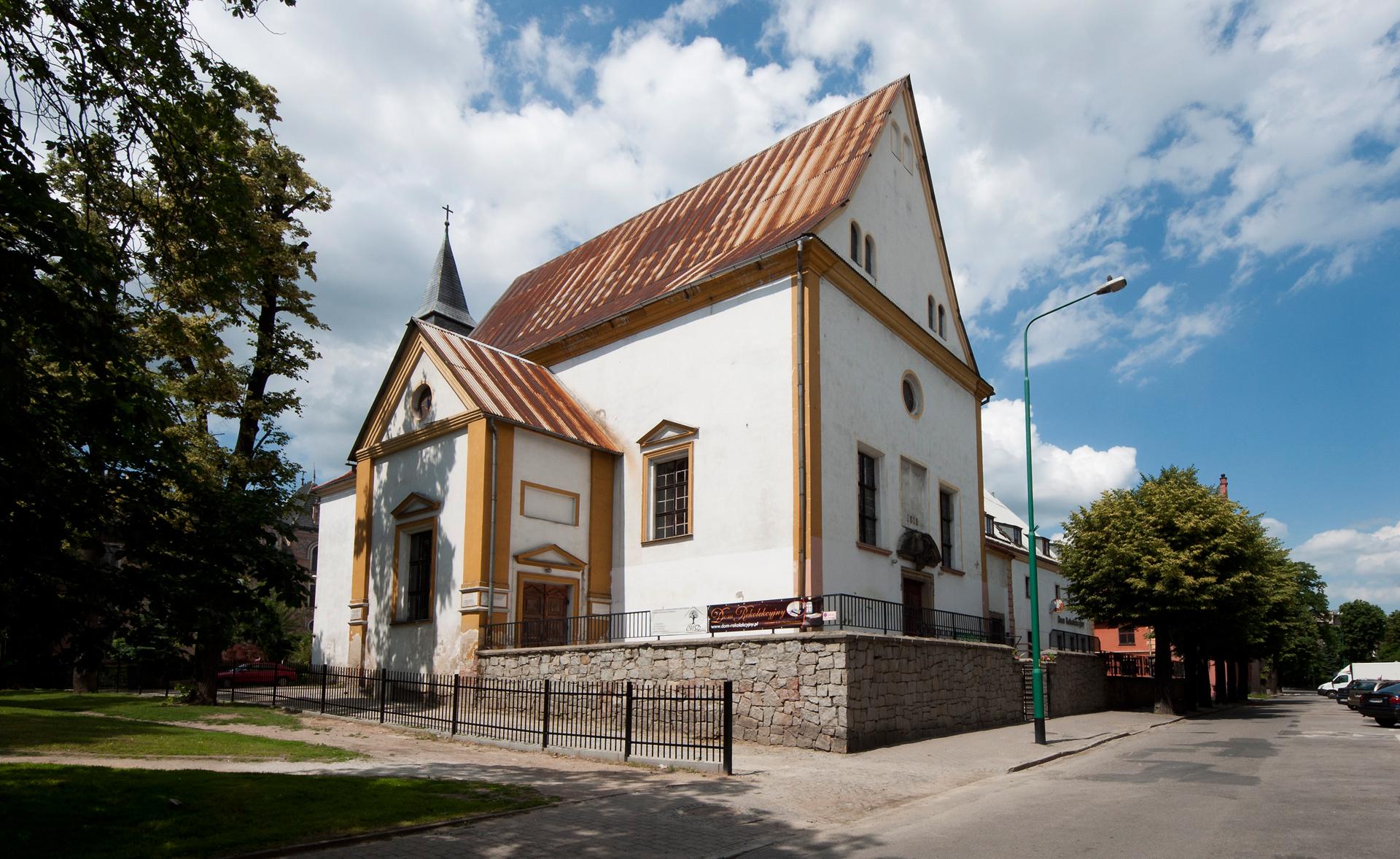
Kapucínský klášter ve Svídnici založený Kryštofem Václavem je zároveň místem posledního odpočinku jeho a jeho rodiny.

Kryštof Václav z Nostic se poprvé oženil krátce po návratu z kavalírské cesty zřejmě někdy v druhé polovině roku 1670. Jeho manželkou se stala členka významného slezského rodu svobodných pánů Metychů z Čečova, Marie Juliána. S volbou této nevěsty byla spokojena nejen matka Barbora Kateřina (otec byl již několik let po smrti), ale i jeho strýc a patron Jan Hartvík z Nostic-Rieneck. S Marií Juliánou pak žil Kryštof Václav téměř čtyřicet let až do její smrti v březnu 1706.
Se svou manželkou měl Kryštof Václav několik synů a dcer. Pouze dva synové a dvě dcery se ale dožili dospělosti, minimálně dvě dcery zemřely jako malé. Nejstarším synem se stal Jan Karel (1673–1740), druhým Ota Václav (1674–1751), z dcer přežily otce Marie Juliána (1681–1740) a Jana Kateřina (1685–1735).
Jeho manželk Marie Juliána zemřela na jaře roku 1706 a byla pochována do rodinné hrobky, kterou hrabě zřídil v klášteře kapucínů ve Svídnici. O dva roky později v říjnu 1708 se pak podruhé oženil s členkou fraucimoru své zesnulé manželky Marií Alžbětou z Schönau, která hraběte Nostice přežila.

### Rodové statky
Jeho největším panstvím byla Rokytnice v Orlických horách v Čechách s jedním městečkem a šesti vesnicemi. Přesto se jádro Nosticova pozemkového majetku nacházelo na dvou místech v Javorském knížectví ve Slezsku. Tvořily je statky Lobris (Luboradz), Profen (Mściwojów), Herzogswaldau (Niedaszów), Poischwitz (Paszowice) a Seckerwitz (Siekierzyce). Ty ležely vedle sebe jižně a východně od bran města Javoru. Další majetkový celek tvořily na samých hranicích s Lužicí a Čechami ležící statky Seifersdorf (Mściszów), Kunzendorf – Neuland (Niwnice – Nowy Ląd) a Eckersdorf (Bożkowice).
Jeho nejvýznamnější venkovskou rezidencí byl zámek v Lobris (Luboradz). Byl výhodně umístěn mezi Javorem a Svídnicí, jež z něj byly v krátké době dosažitelné. Důležitost tohoto sídla potvrzují i stavební a výzdobné aktivity, které v něm v první polovině osmdesátých (1681–1686) a potom na počátku devadesátých let (1690–1692) proběhly. Navíc tu byla umístěna jeho rozsáhlá knihovna a sbírky. Na druhou stranu ale nebyl zámek v Lobris jedinou rezidencí, do jejíž podoby hrabě investoval větší prostředky. Dále se věnoval Nostic rezidencím v Neulandu na lužických hranicích (novostavba z let 1686–1691) a na samém sklonku života i v Rokytnici v Orlických horách (přestavba v letech 1703–1710). Na všech svých třech základních majetkových celcích v Javorsku i v Čechách měl tedy Kryštof Václav k dispozici modernizované sídlo.

### Cesta do Nizozemí v roce 1705
Když bylo Kryštofu Václavovi 56 let, rozhodl se ukojit svou zvědavost a vydat se do Spojených nizozemských provincií, které jej velmi lákaly. Jeho příbuzný Zikmund Rudolf ze Sinzendorfu se sice „vorgehabte weite spazier reiß in holland“ velmi podivoval, ale zároveň ve svém dopisu vyjádřil naději, že hrabě uspokojí „mit völigen contento Ihrer curiositet aus selben land...“ Nostic byl na cestě více než čtyři měsíce mezi 11. červencem a 19. říjnem 1705. Vzal s sebou svou manželku Marii Juliánu a doprovod dalších 12 osob. Putoval velmi pomalu, v zajímavých místech se zdržel i několik dní a se zájmem si prohlížel především rezidence panovníků a všechny jejich součásti včetně zahrad. Tímto způsobem si podrobně prohlédl rezidenci pruských králů v Berlíně, jejich další sídla v Charlottenburgu, Köpenicku nebo Oranienburgu, rezidenci hannoverských kurfiřtů v Hannoveru a letní sídlo v Herrenhausenu a řadu dalších sídel různých menších říšských vládců. Z velkých říšských svobodných měst věnoval značnou pozornost hlavně Hamburku, protože s některými místními obchodníky byl již delší dobu v kontaktu.

### Závěr života
Kryštof Václav z Nostic zemřel dne 16. února 1712 ve svých 63 letech. Muž, o kterém znalec slezských poměrů a v letech 1707–1725 rektor gymnázia v Lehnici Johannes Sinapius prohlásil, že to byl „Heros ob summam prudentiam & gloriosa merita multis magnisque honoribus illustris“, spočinul po boku své ženy v rodinné hrobce u kapucínů ve Svídnici, jejichž klášter v roce 1683 sám založil. 